# Gris ardoise
Pour les articles homonymes, voir Ardoise (homonymie).

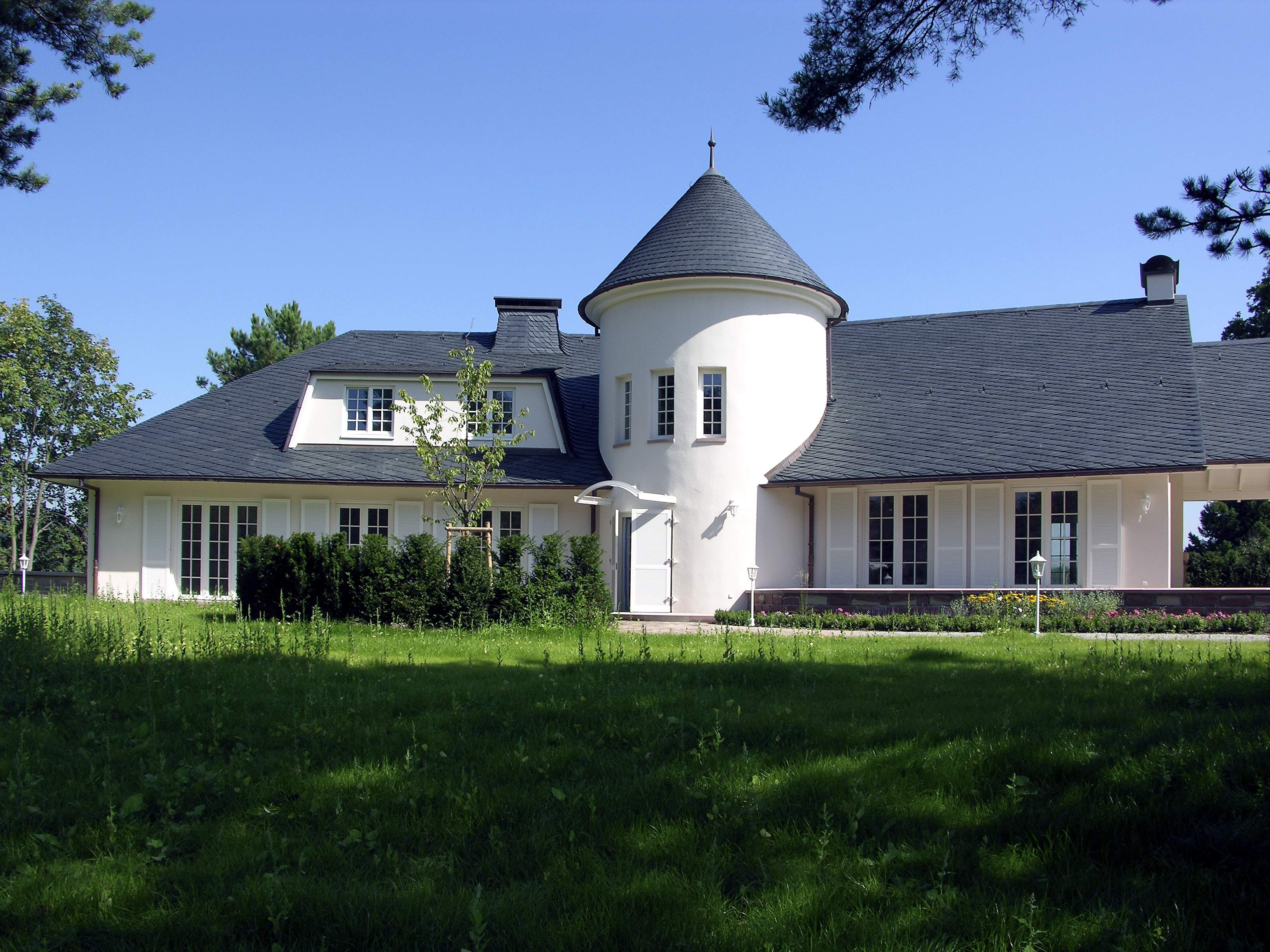
Toiture ardoise

Le gris ardoise est un gris dérivé de la couleur des toits couverts en ardoise, avec une tendance bleutée, qui n'est pas celle de la poudre d'ardoise utilisée comme pigment gris neutre et comme charge pour les papiers demi-teinte, probablement à cause du reflet du bleu du ciel sur les toitures.
La pierre ardoise a aussi été utilisée comme support pictural, sa couleur naturelle étant réservée pour les fonds sombres.

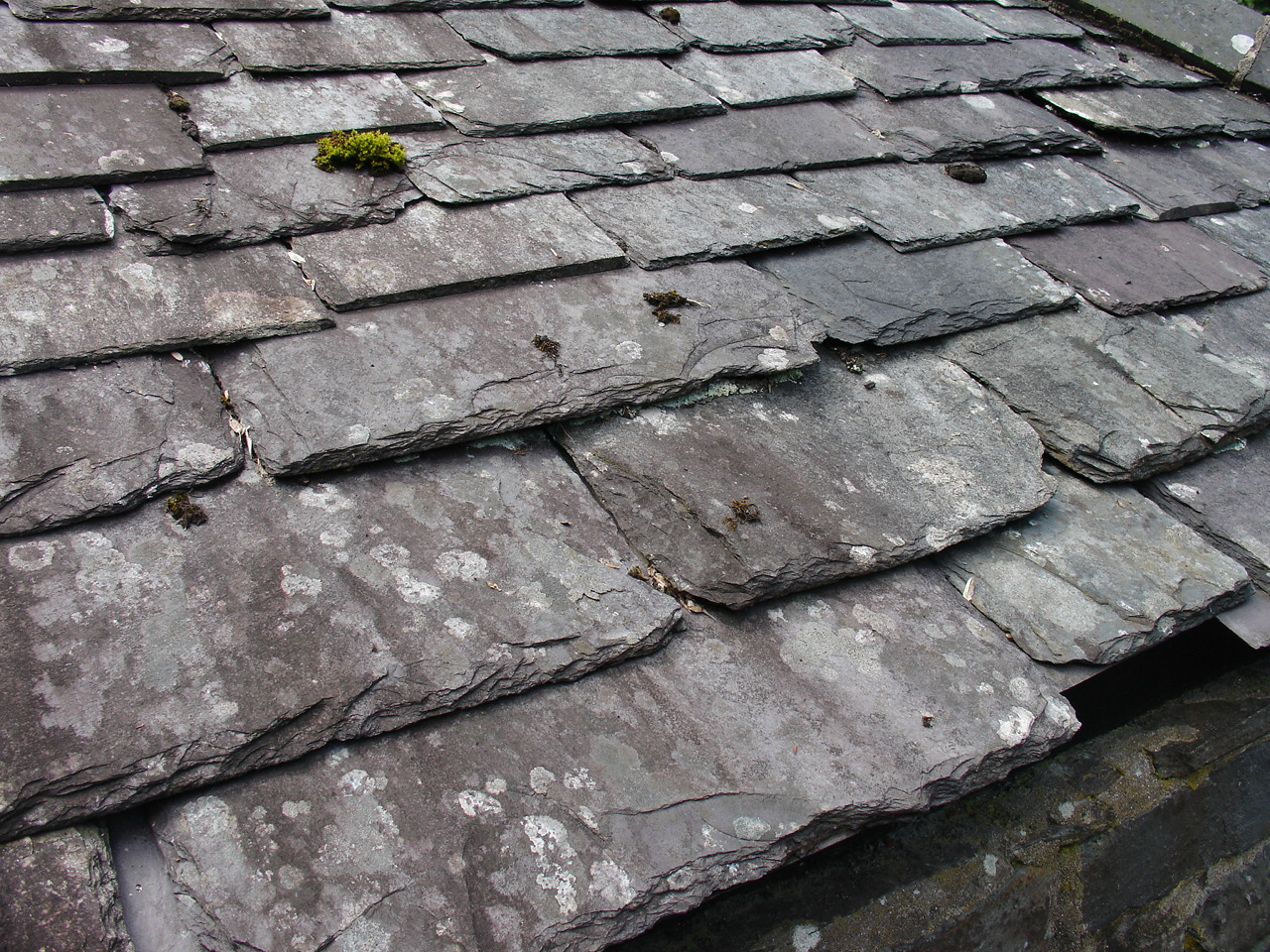
Toit couvert en ardoises

## Nuanciers
Gris ardoise est le nom correspondant au papier Canson demi-teinte numéro 345, vendu pour le dessin et les arts graphiques. C'est un gris neutre de valeur moyenne.
Pour le Répertoire de couleurs publié en 1905 par la Société des chrysanthémistes, le Ardoise est une nuance distincte du gris direct, dégradation du noir vers le blanc ; les ardoises sont en France légèrement violacées.
Au XIXe siècle, Michel-Eugène Chevreul a entrepris de repérer les couleurs entre elles et par rapport aux raies de Fraunhofer. Il cote la Couleur d'ardoise de l’Instruction pour la teinture des laines de 1671 comme 1 bleu 9/10 10 ton, soit un gris légèrement teinté de bleu, de clarté moyenne.

## Couleurs du Web
Les noms de couleur X11, repris dans les couleurs du Web, associent le mot (en) slate (ardoise) à plusieurs teintes, dont certaines rappellent la pierre servant de couverture de bâtiments, et d'autres celle des ardoises pour l'écriture, qui ne sont pas toujours de la même matière ni de la même couleur.
| Nom HTML         | Traduction         | Code hex. R V B | Code déc. R V B | teinte           |
| ---------------- | ------------------ | --------------- | --------------- | ---------------- |
| Couleurs ardoise |                    |                 |                 |                  |
| LightSlateGray   | Gris ardoise clair | 77 88 99        | 119 136 153     | gris froid, 210° |
| SlateGray        | Gris ardoise       | 70 80 90        | 112 128 144     | gris froid 210°  |
| DarkSlateGray    | Gris ardoise foncé | 2F 4F 4F        | 47 79 79        | bleu-vert 180°   |
| MediumSlateBlue  | Bleu ardoise moyen | 7B 68 EE        | 123 104 238     | bleu 249°        |
| SlateBlue        | Bleu ardoise       | 6A 5A CD        | 106 90 205      | bleu 248°        |
| DarkSlateBlue    | Bleu ardoise foncé | 48 3D 8B        | 72 61 139       | bleu 248°        |